# Katarina Witt

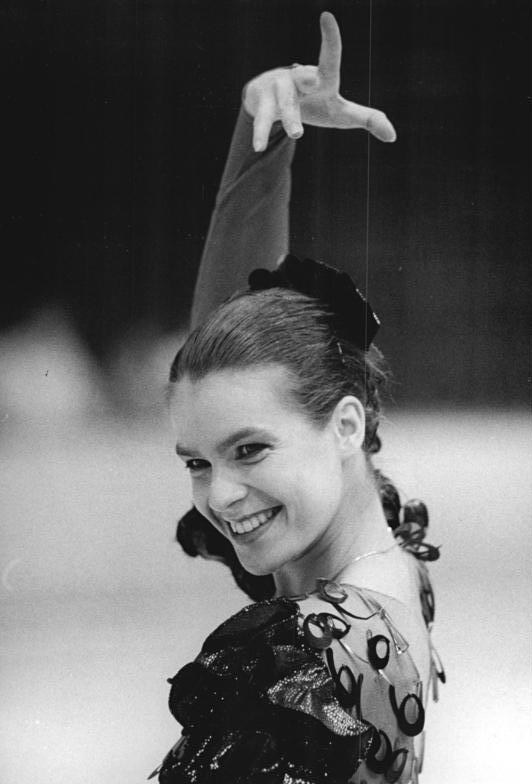
Katarina Witt (1988)

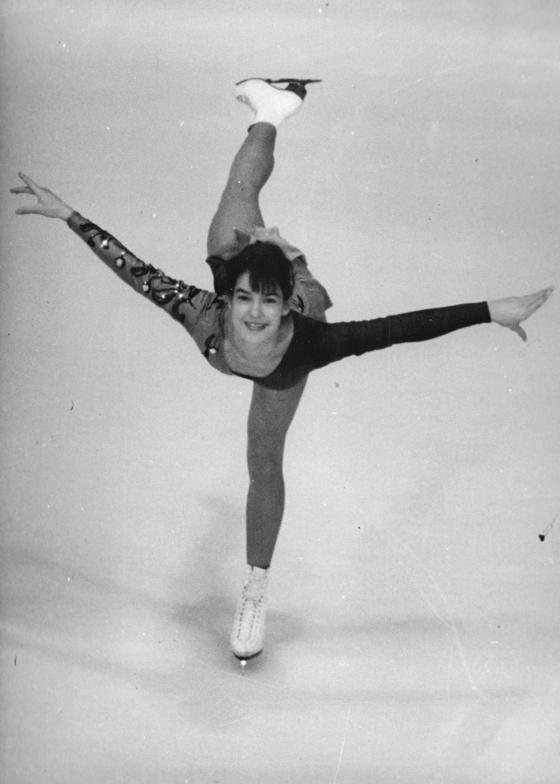
Katarina Witt (1982)

Katarina Witt (Falkensee, 3 december 1965) is een Duits voormalig kunstschaatsster.
Voor de voormalige DDR won ze twee keer olympisch goud, bij de Spelen van Sarajevo (1984) en Calgary (1988). In 1984, 1985, 1987 en 1988 werd ze wereldkampioen kunstschaatsen.
Vanaf 1970 trainde ze bij Jutta Müller in Karl-Marx-Stadt (sinds 1990 weer Chemnitz), bij de sportclub SC Karl-Marx-Stadt. In 1983 werd ze voor het eerst Europees kampioene, een prestatie die ze vijf keer zou evenaren. Nadat ze in 1988 haar Olympische titel met succes had verdedigd, kreeg ze van de DDR-autoriteiten toestemming voor een professionele carrière in het buitenland. Voor een Oost-Europese sportvrouw was het in die tijd ongebruikelijk om zo'n commerciële overstap te (mogen) maken.
Witt reisde bijna drie jaar met haar eigen ijsshow door de Verenigde Staten, samen met olympisch kampioen Brian Boitano, waarna ze zich aansloot bij Holiday on Ice. Met deze revue trad ze op in de Verenigde Staten en West-Europa. Ook speelde ze in enkele films, waaronder Carmen on Ice. In de actiethriller Ronin heeft ze een bijrolletje als kunstschaatsster die tijdens een optreden door een sluipschutter wordt neergeschoten.
In 1994 maakte Katarina Witt een comeback, maar nu voor het verenigde Duitsland. Ze begon weer te trainen en werd bij de Olympische Spelen in Lillehammer zevende.
Behalve om haar kwaliteiten als kunstrijdster, was Katarina Witt zeker zo beroemd om haar aantrekkelijke uiterlijk. In de media werd ze vaak een 'diva' genoemd, ook wel: 'Een ijsdiva die het publiek doet smelten'. Het magazine Time noemde haar in 1988 "het mooiste gezicht van het socialisme". In 1998 poseerde ze voor Playboy. Dit was de tweede keer in de geschiedenis van Playboy dat een editie wereldwijd uitverkocht raakte.
Katarina Witt presenteerde van 2006 tot 2008 de Duitse versie van het populaire televisieprogramma Sterren dansen op het ijs.
Tijdens een afscheidstournee door Duitsland en Rusland in het voorjaar van 2008 gaf ze haar allerlaatste optredens op het ijs en zette zo een punt achter haar professionele carrière.

## Belangrijke resultaten
| Kampioenschap             | 1979  | 1980   | 1981 | 1982   | 1983 | 1984 | 1985 | 1986   | 1987 | 1988 |  | 1994   |
| ------------------------- | ----- | ------ | ---- | ------ | ---- | ---- | ---- | ------ | ---- | ---- |  | ------ |
| Olympische Spelen         |       |        |      |        |      | Goud |      |        |      | Goud |  | 7e     |
| Wereldkampioenschap       |       | 10e    | 5e   | Zilver | 4e   | Goud | Goud | Zilver | Goud | Goud |  |        |
| Europees Kampioenschap    | 14e   | 13e    | 5e   | Zilver | Goud | Goud | Goud | Goud   | Goud | Goud |  | 8e     |
| Nationaal Kampioenschap * | Brons | Zilver | Goud | Goud   | Goud | Goud | Goud | Goud   | Goud | Goud |  | Zilver |

* 1979-1988 DDR, 1994 Duitsland